# 吴门桥街道
吴门桥街道是中华人民共和国江苏省苏州市姑苏区下辖的一个街道办事处。
2017年3月24日，苏州市人民政府批复同意撤销吴门桥街道、友新街道，以原两街道管理区域合并设立新的姑苏区吴门桥街道。新设立的吴门桥街道，管理29个社区居民委员会，区域面积约12.19平方公里，户籍人口148091人，街道办事处办公地点设在长吴路188号。

## 行政区划
吴门桥街道下辖以下村级行政区划单位：
南环第一社区、南环第二社区、南环第三社区、湄长社区、内马路社区、兴隆桥社区、盘溪第一社区、盘溪第二社区、解放社区、金塘社区、大龙社区、龙港苑社区、何家塔社区、润达社区、南华社区、姑香社区、福星第一社区、新康社区、友联第一社区、友联第二社区、友联第三社区、象牙社区、梅亭社区、四季晶华社区、新郭社区、友联社区、双桥社区、沧浪新城社区和福运社区。